# هينريتش غروس
هينريتش غروس (بالألمانية: Heinrich Gross)‏ هو طبيب أعصاب وشاهد خبير وطبيب نفسي نمساوي، ولد في 14 نوفمبر 1915 في فيينا في النمسا، وتوفي في 15 ديسمبر 2005 في هولابرون في النمسا.